# Червонное (Северо-Казахстанская область)
Черво́нное (каз. Червонное) — село в районе имени Габита Мусрепова Северо-Казахстанской области Казахстана. Административный центр Червонного сельского округа. Находится примерно в 8 км к северо-западу от села Новоишимское, административного центра района, на высоте 190 метров над уровнем моря. Код КАТО — 596663100.

## Население
В 1999 году численность населения села составляла 1302 человека (636 мужчин и 666 женщин). По данным переписи 2009 года, в селе проживало 1111 человек (538 мужчин и 573 женщины).